# Dendrobium kingianum
Espèce
Classification phylogénétique
Dendrobium kingianum ou Thelychiton kingianum appelée communément orchidée rose des rochers (Pink Rock Orchid), dendrobium du capitaine King (Captain King's Dendrobium), ou (de manière prêtant à confusion) Lis rose des rochers (Pink Rock Lily), est une espèce de plantes de la famille des Orchidaceae et du genre Dendrobium originaire d'Australie orientale (Queensland et Nouvelle-Galles du Sud),. Elle tire son nom de l'amiral Philip Parker King, un explorateur de l'Australie.
Dendrobium kingianum pousse à l'état naturel sur les surfaces rocheuses et parfois sur des troncs d'arbres. Il fleurit au printemps ou à la fin de l'hiver. La couleur des fleurs varie du rose au blanc.